# Nova TV
Nova TV é uma rede de televisão comercial aberta croata fundada em 28 de maio de 2000, com sede em Zagreb, pertencente ao United Group. Foi a primeira emissora comercial de TV a operar no país.